# William Sanders (Politiker)

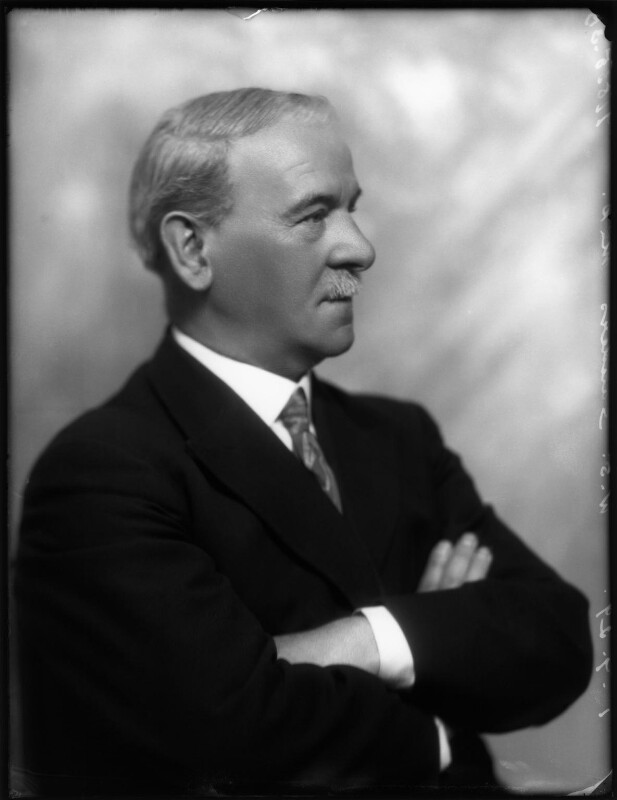
William Sanders

William Stephen Sanders (* 2. Januar 1871; † 6. Februar 1941) war ein britischer Politiker (Labour Party).

## Leben
Sanders war ein Sohn des Stephen Sanders aus Twickenham. Er besuchte verschiedene Schulen in London und eine dortige polytechnische Hochschule sowie Universitäten in Berlin und Jena.
Öffentlich hervor trat Sanders erstmals als führender Funktionär der Fabian Society, deren Organizing Secretary er von 1906 bis 1914 und deren Secretary er von 1914 bis 1920 war.
Bei den Unterhauswahlen vom Januar 1906 kandidierte Sanders erstmals für einen Sitz als Abgeordneter im House of Commons, dem britischen Parlament. Diese Kandidatur, wie eine zweite Kandidatur bei den Wahlen vom Januar 1910, bei denen er jeweils für den Wahlkreis Portsmouth antrat, endete mit einer Niederlage.
Von 1920 bis 1929 war Sanders Leiter (Department Chief) der Verwaltungsabteilung der International Labour Office League of Nations.
Bei den Unterhauswahlen vom Mai 1929 gelang es Sanders schließlich, als Kandidat der Labour-Party im Wahlkreis Battersea North, die Mehrheit der dort abgegebenen Stimmen für sich zu gewinnen. Er gehörte dem House of Commons nun knapp zwei Jahre lang, bis zu der Wahl des Jahres 1931, in der er gegen den konservativen Kandidaten Arthur Marsden unterlag, an. Parallel zu seiner Parlamentszugehörigkeit amtierte er von Juni 1930 bis September 1931 fünfzehn Monate lang als Finanzchef des britischen Kriegsministeriums (Financial Secretary to the War Office) in der zweiten Regierung von Ramsay MacDonald.
Bei der Wahl des Jahres 1935 konnte Sanders sein Parlamentsmandat für Battersea North zurückerobern. Er behielt seinen Sitz im House of Commons nun bis ins Jahr 1940, als er sein Mandat automatisch verlor, indem er das Amt des Kurators des Manor of Northstead (Steward of the Manor of Northstead) annahm. Sein Mandat im Unterhaus übernahm Francis Douglas.
Am 31. August 1899 heiratete Sanders Beatrice Martin.